# 震教徒

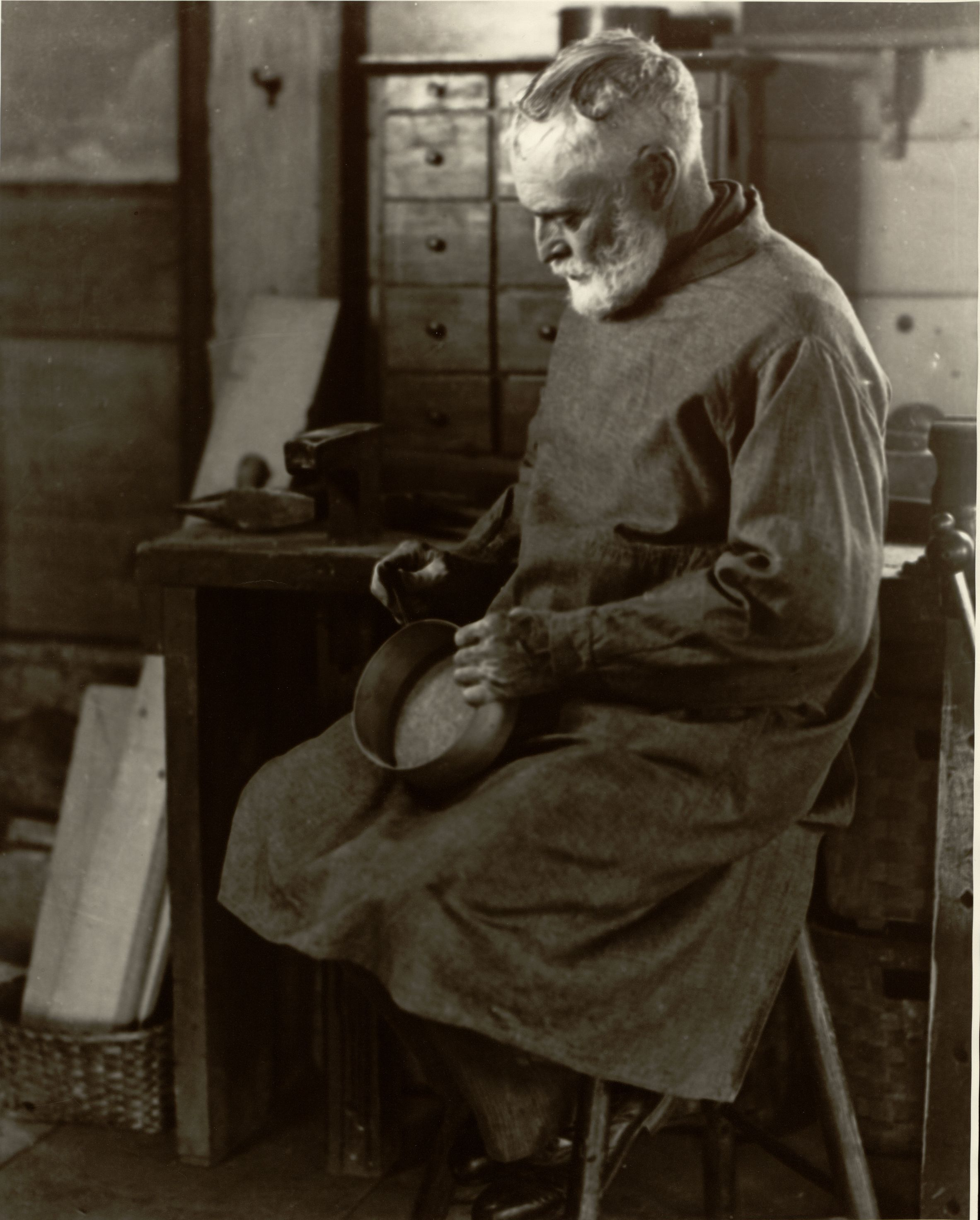
一名震教徒製盒匠人，麻薩諸塞州匹茲菲，1935年

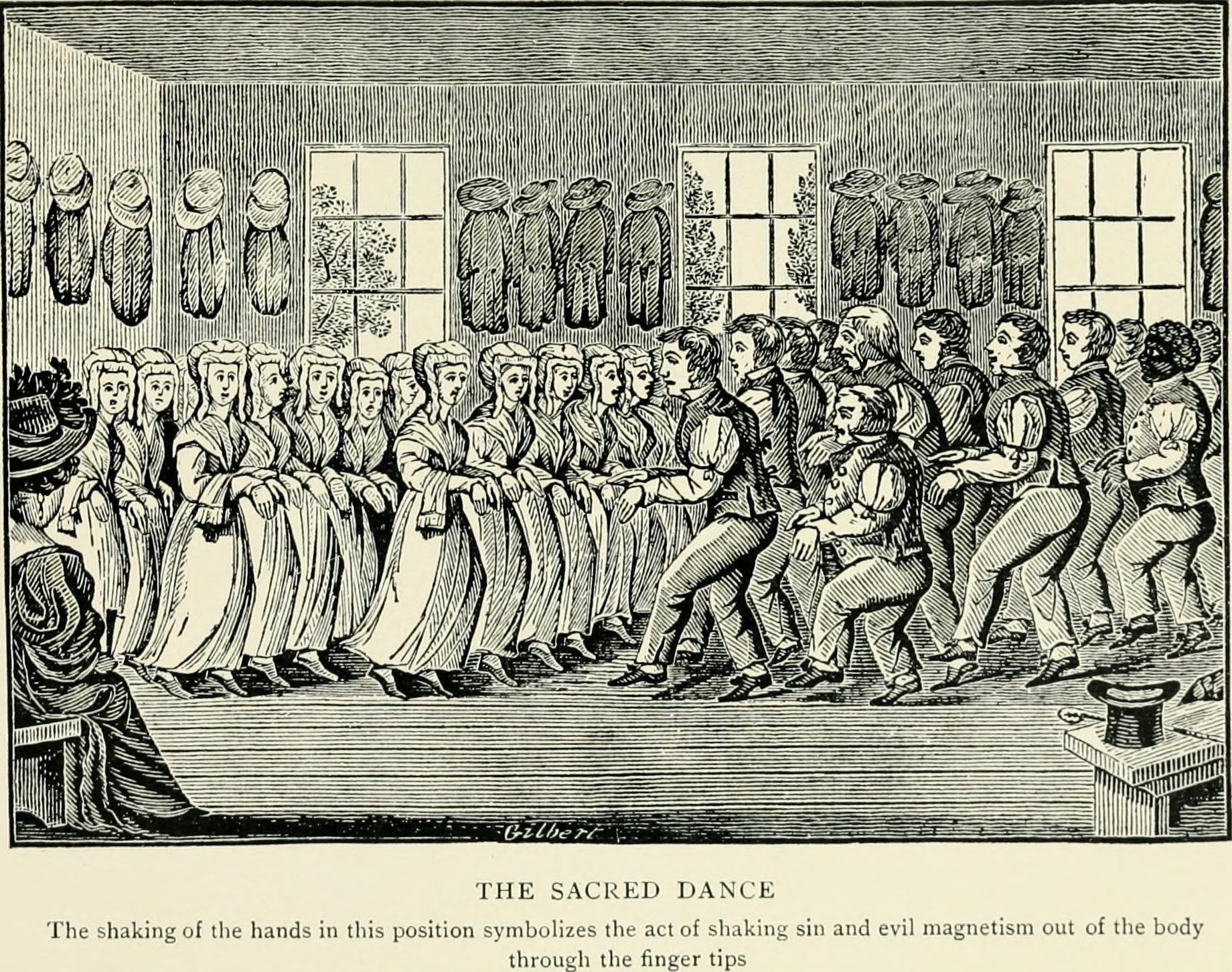
震教徒的舞蹈

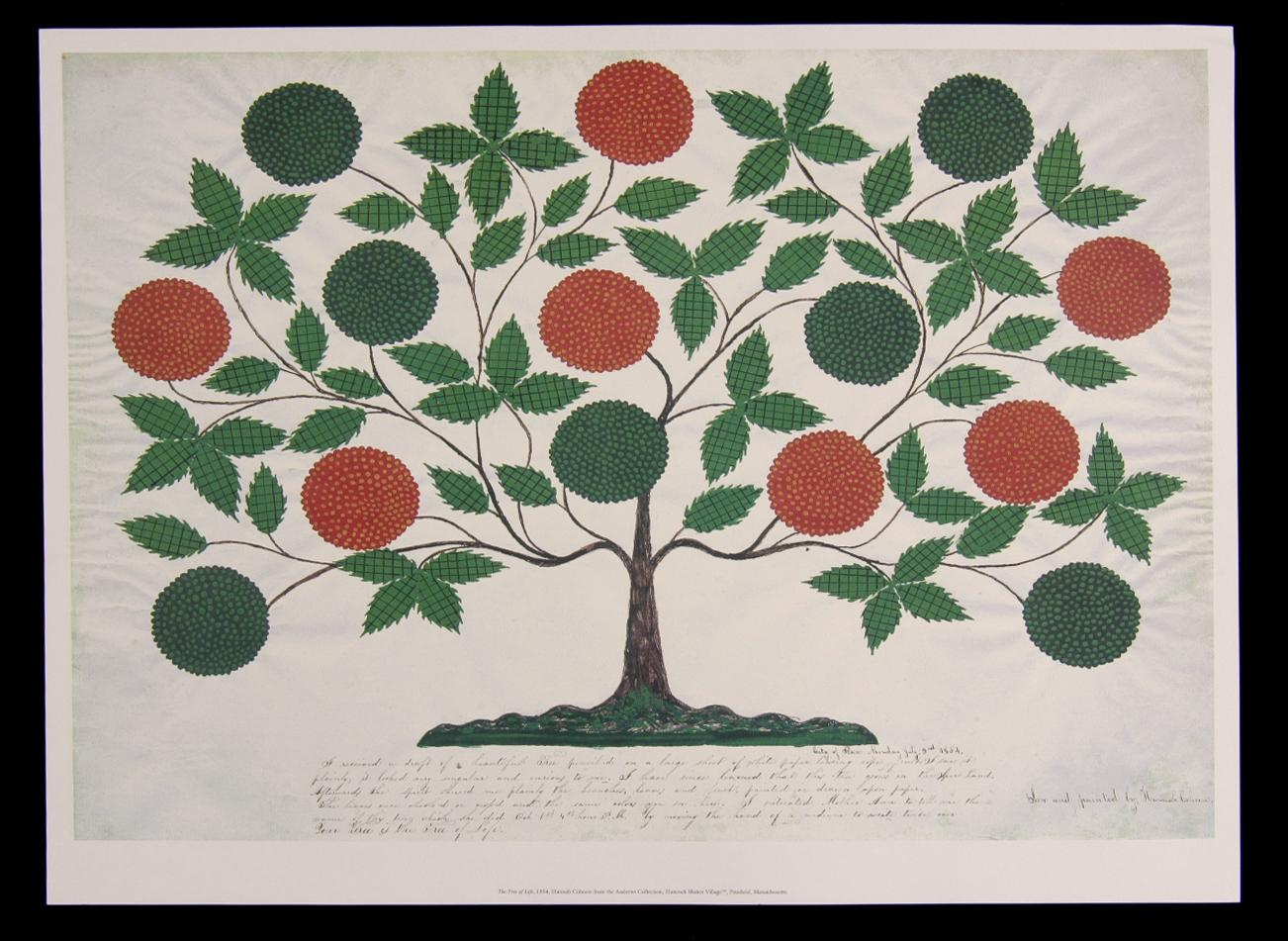
震教徒繪製的生命樹

震教徒（英語：Shakers），又譯震顫派，也称为震教教友会教徒（Shaking Quakers），属于基督再现信徒联合会。18世纪，创建于英格兰，是贵格会的支派。1774年，在安·李（Ann Lee，1736年—1784年）領導下遷往美國。
由於他們提倡獨身主義，信徒只收養孩子而不生育，19世紀末之後人數不斷減少，现已基本消亡。2024年，《紐約時報》採訪了世上最後兩位震教徒。

## 文化
震教徒的赞美诗、灵歌、舞蹈等祈祷音乐非常著名，有着大量的相关整理和研究。这些音乐往往在一名震教徒突发宗教灵感的时候产生，并在震教徒集会上演唱或演奏，震教徒会在这种集会上集体震颤身体，也同样是由某一名震教徒开头，然后迅速波及所有的人。
震教徒的音乐采用独特的记谱法，近似于美国海滨地区的原始方法。歌词有英文，也有黑人及印第安人语言，或者没有任何意义的词汇。
美国作曲家阿隆·科普兰曾在其作品《阿巴拉契亚之春》中引用震教徒歌曲《朴实无华的礼物》（Simple Gifts）。美国简约派作曲家约翰·亚当斯作有弦乐七重奏（后改编为弦乐队作品）《震教徒之环》（Shaker Loops）。